# Alicja Stępień-Kuczyńska
Alicja Maria Stępień-Kuczyńska – polska politolog, profesor nauk humanistycznych.

## Życiorys
W 1977 r. ukończyła studia historyczne na Uniwersytecie Łódzkim, w 1990 r. habilitowała się. W 2010 r. uzyskała tytuł profesora nauk humanistycznych.
Została pracownikiem naukowym na Uniwersytecie Łódzkim, na Uniwersytecie Pomorskim w Słupsku, oraz w Wyższej Szkole Studiów Międzynarodowych w Łodzi.
Należy do Komisji do spraw Stopni Naukowych Dyscypliny – Nauk o Polityce i Administracji UŁ, a także jest członkiem i przewodniczącym Komisji Badań nad Integracją Europy na Oddziale Polskiej Akademii Nauk w Łodzi, oraz członkiem prezydium Komitetu Nauk Politycznych PAN.